# Mahálfalva
Mahálfalva (korábban Mahálfalu; szlovákul: Machalovce, németül: Machelsdorf) Szepesjánosfalva településrésze, korábban önálló falu Szlovákiában, az Eperjesi kerületben, a Poprádi járásban.

## Fekvése
Poprádtól 12 km-re délkeletre fekszik, Szepesjánosfalva keleti végét alkotja.

## Története
A falu helyén már az újkőkorban emberi település állt, a vonaldíszes kultúra népe lakott itt. A korai bronzkorban a pilinyi, majd a la théne-i és a puhói kultúra települései voltak ezen a helyen.
A mai települést 1229-ben „villa Mohol” néven említik először. 13. századi birtokosáról: Moholról kapta a nevét. 1260-ban „Mochol”, 1298-ban „Machal”, 1412-ben „Mahelstorff” alakban szerepel a korabeli forrásokban. A szepesi lándzsás kerület része, nevezetes családjai a Benschik, Hadbavny, Sváby és Mahálfalvi családok. 1787-ben 46 házában 235 lakos élt. 1828-ban 40 háza és 299 lakosa volt. Lakói főként mezőgazdasággal foglalkoztak.
Fényes Elek 1851-ben kiadott geográfiai szótárában így ír a faluról: „Machalfalva, tót falu, Szepes vmegyében, Csötörtökhely és Horka közt, mindeniktől egyenlő távolságra a postautban: 295 kath., 2 evang. lak. F. u. Mercz, Záborszky, Verbovszby s mások.”
1912-ben Csontfalut csatolták hozzá. A trianoni diktátumig Szepes vármegye Lőcsei járásához tartozott.
1963-ban Csontfaluval együtt Szepesjánosfalvához csatolták.

## Népessége
1910-ben 222, túlnyomórészt szlovák lakosa volt.

## Külső hivatkozások
- Mahálfalva Szlovákia térképén

## Lásd még
- Csontfalu
- Szepesjánosfalva